# Sven Hörnell
Sven Paulus Gunnar Hörnell, född 1919 i Arnäs församling, död 4 oktober 1992, svensk fotograf.
Sven Hörnell föddes i Järved i närheten av Örnsköldsvik och ägnade över 50 år till att fotografera den svenska fjällvärlden. Han bosatte sig i Riksgränsen i början av 1940 efter att ha förälskat sig i norra Lappland och fotograferade fjällen från bland annat sitt flygplan Piper Super Cub.
Hörnell utgav bland annat fotoböckerna  Sverige sett från luften 1972, Mitt Lappland 1981 och Subarktiskt Land 1991.